# San José de Metán
San José de Metán – miasto w Argentynie, położone w południowo-wschodniej części prowincji Salta.

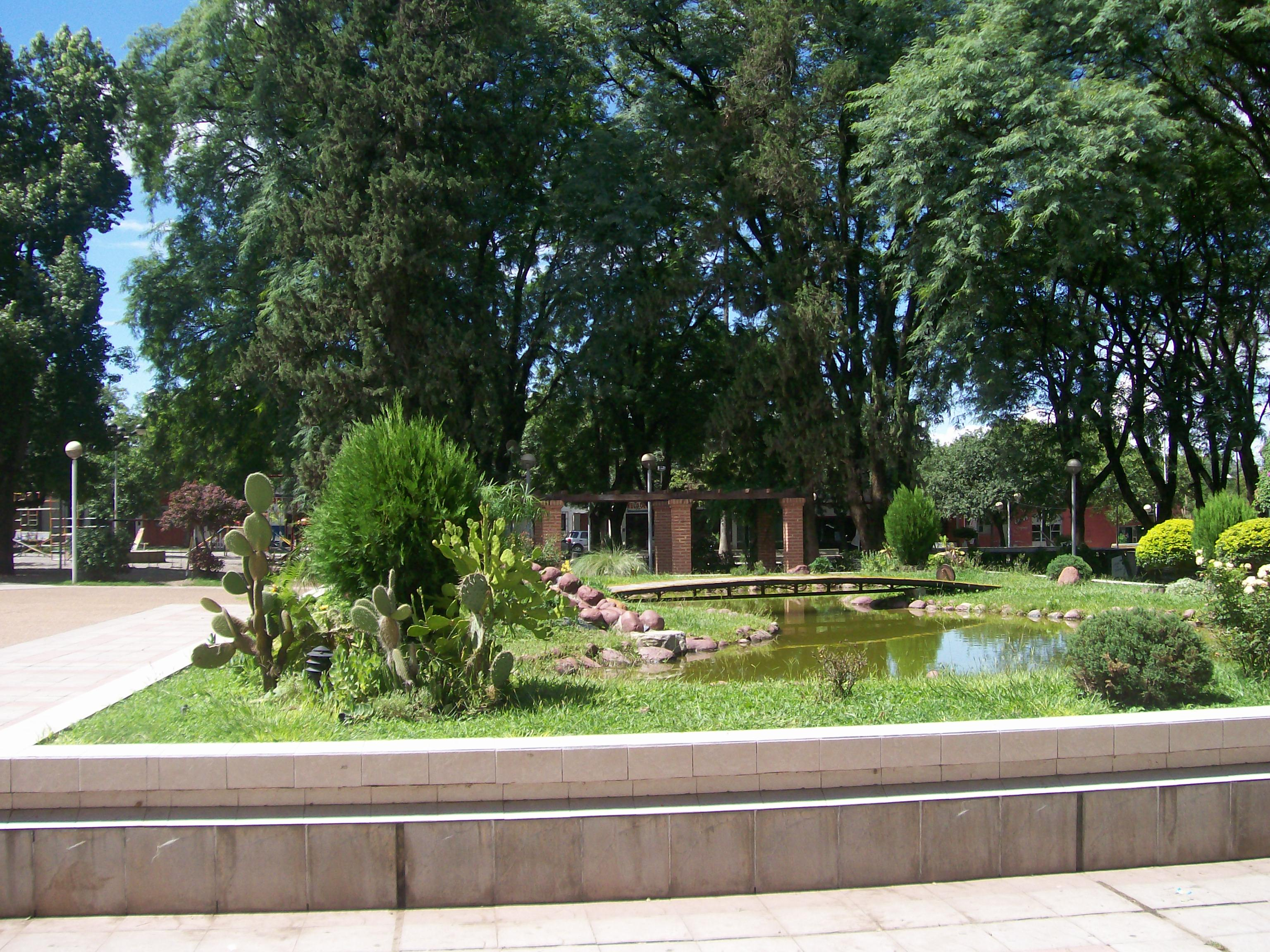
Plac Centralny San José de Metán

## Opis
Miejscowość została założona 26 maja 1859 roku. W mieście jest węzeł drogowy-RN9 i RP45, przebiega też linia kolejowa. 

## Demografia
.